# Gestmusic Endemol
Gestmusic (Endemol Shine Iberia) és una productora de televisió catalana fundada el 1987. Actualment pertany a Endemol Shine Iberia, juntament amb una altra empresa catalana Diagonal TV. La seva seu social central està ubicada a Barcelona.

## Història
Gestmusic va ser fundada el 1987 pels membres de La Trinca, Josep Maria Mainat, Toni Cruz i en Miquel Àngel Pasqual, tot i que Pasqual la deixaria al cap de pot temps.
En un primer temps, Gestmusic va produir el debut televisiu de La Trinca amb el programa d'humor No passa res!, estrenat al mes de gener del 1987 a TV3. L'espai es va transformar en una de les apostes amb més èxit del canal català, amb prop d'un milió i mig d'espectadors i amb el Premi Ondas com a recompensa.
Aquest èxit no va passar desapercebut, ja que pocs anys després, el 1988, els directius de Televisió Espanyola (TVE) en van fer la versió en castellà Tariro Tariro que es va convertir per a Gestmusic en la primera producció per un canal d'àmbit estatal.
Durant el 1990, i aprofitant la ruptura del monopoli públic gràcies al naixement de canals privats, Gestmusic va passar a ser un dels principals proveïdors de continguts per a televisions espanyoles. L'any 1994 en Miquel Àngel Pasqual va vendre el 60% del capital a Endemol, productora neerlandesa, que va passar anomenar la fusió sota el nom de Gestmusic Endemol.
El 1996 el germà d'en Josep Maria Mainat, Joan Ramon Mainat, es va convertir en el director creatiu i productor executiu de Gestmusic Endemol. El seu paper va ser decisiu per a la consolidació de la productora, ja que va ser qui apostà per grans èxits d'audiència com ara Operación Triunfo i Crónicas marcianas.
Des de l'any 1989 i fins finals de 2010, la productora va tenir com a Director Tècnic de So/audio a Hermes Serrano, responsable del disseny dels seus platós, unitats mòbils, dissenys de programes i so i responsable de postproducció de l'audio, signatura i identitat única de la companyia que els ha fet guanyar premis i reconeixement internacional.
El 2002, Endemol (llavors propietat de la companyia Telefònica) prengué el control absolut de Gestmusic gràcies a l'adquisició del 100% del capital. Tot i això, Toni Cruz i Josep Maria Mainat van seguir exercint de directors executius en la companyia. Joan Ramon Mainat, però, va morir el 2004.
A finals del 2004 Gestmusic va fusionar-se amb Zeppelin TV – també propietat d'Endemol – el que va donar origen a Endemol Espanya, encara que ambdues productores segueixin operant amb marques diferenciades. Al mes de maig del 2007, Mediaset, mitjançant Telecinco va adquirir Endemol, emportant-se doncs Gestmusic.
Al 7 de desembre del 2008 Toni Cruz i en Josep Maria Mainat van anunciar la seva pròpia dimissió, argumentant "un deteriorament progressiu de les relacions amb Telecinco, que ha culminat en un greu conflicte relacionat amb la posada en marxa del nostre programa amb Javier Sardà". Tanmateix, i finalment, van continuar tots dos conservant el càrrec gràcies el suport rebut per part del Comitè de Direcció d'Endemol que els va donar la raó.

## Produccions
Gestmusic (Endemol Shine Iberia) és una de les productores més importants de Catalunya que no només crea un ampli ventall de formats sinó que els exporta a l'estranger. Entre altres, aquestes són les produccions (pròpies i importades) principals més destacades:
Buscant La Trinca, Infidels, No passa res!, Guaita que fan ara!, L'envelat, Tú sí que vales, No te rías que es peor, Sin vergüenza, Operación Triunfo, Furor, La granja de los famosos, Moros y cristianos, Crónicas marcianas, ¡Allá tú!, Money, money, Alta tensión, El Hormiguero, ¡Mira quién baila!, La parodia nacional, ¡Quiero bailar!, Channel nº4, Al pie de la letra, Los mejores años de nuestra vida, Tu cara me suena o ¡Boom!.

### Llista de produccions
| Producció                      | Any               | Cadena          |
| ------------------------------ | ----------------- | --------------- |
| No Passa Res!                  | 1987              | TV3             |
| Sin Vergüenza                  | 1992              | TVE             |
| Crónicas Marcianas             | 1997 - 2005       | Telecinco       |
| La Cara Divertida              | 1997 - 2000       | Antena 3        |
| Tu Gran Día                    | 2000              | TVE             |
| Operación Triunfo              | 2001- 2020        | TVE i Telecinco |
| ¿Cantas o Qué?                 | 2004              | Antena 3        |
| La Granja de los Famosos       | 2004 - 2005       | Antena 3        |
| Números Locos                  | 2005              | Antena 3        |
| ¡Mira Quién Baila!             | 2005 - 2014       | TVE             |
| 1 contra 100                   | 2006              | Antena 3        |
| El Hormiguero                  | 2006 - 2008       | Cuatro          |
| Al Pie de la Letra             | 2007 - 2008       | Antena 3        |
| Tú Sí Que Vales                | 2008 - 2012       | Telecinco       |
| 20p                            | 2009              | Cuatro          |
| ¿Y Ahora Qué?                  | 2009              | TVE             |
| Buscan la Trinca               | 2010              | TV3             |
| Cántame una Canción            | 2010              | Telecinco       |
| La Jaula                       | 2010              | Antena 3        |
| Atrapa Un Millón               | 2011 - 2014       | Antena 3        |
| ¡Ahora Caigo!                  | 2011 - Actualitat | Antena 3        |
| Tu Cara Me Suena               | 2011 - Actualitat | Antena 3        |
| El Número Uno                  | 2012 - 2013       | Antena 3        |
| Uno de los Nuestros            | 2013              | TVE             |
| ¡Boom!                         | 2014 - Actualitat | Antena 3        |
| Insuperables                   | 2015              | TVE             |
| The Wall                       | 2017              | Telecinco       |
| Tú Sí Que Sí                   | 2017              | La Sexta        |
| Bailando con las Estrellas     | 2018              | TVE             |
| La Mejor Canción Jamás Cantada | 2019              | TVE             |